# Embajada de Ucrania en Chipre
La Embajada de Ucrania en Nicosia es la misión diplomática de Ucrania en Chipre. El edificio de la embajada se encuentra en la calle Andrea Miaouli en Engomi, Nicosia. El embajador de Ucrania en Chipre ha sido Ruslan Nimchynskyi desde 2020.

## Historia
Tras la disolución de la Unión Soviética, Ucrania se declaró independiente en diciembre de 1991. El 27 de diciembre de 1991, Chipre reconoció la independencia de Ucrania, y el 19 de febrero de 1992 se establecieron las relaciones diplomáticas entre Ucrania y Chipre. En agosto de 1999, abrió un consulado general de Ucrania en Nicosia, y en junio de 2003 se abrió la Embajada de Ucrania en la República de Chipre.

## Embajadores
1. Dmytro Markov (1999–2002)
2. Borys Humenyuk (2003–2007)
3. Oleksandr Demyanyuk (2007–2012)
4. Borys Humenyuk (2012–2019)
5. Nataliya Sirenko (2019–2020)
6. Ruslan Nimchynskyi (2020–)